# 한국브루크너협회
한국브루크너협회(Bruckner Society of korea, BSOK)는 오스트리아의 작곡가 안톤 브루크너의 작품을 보급, 장려하고 한국 음악발전과 음악공연 활성화를 위해 2019년에 설립된 등록법인 단체이다. 또한 인재육성과 교육사업 및 국제교류사업을 통해 한국 음악진흥에 기여하고자 하는 설립취지로 출범하였다. 소재지는 서울특별시 영등포구 당산로 29길 7(202호)이다.  

| 약칭      | BSK                                                                                 |
| 설립      | 2019년                                                                              |
| 사무실    | 서울특별시                                                                          |
| 사업목적  | 작곡가 안톤 브루크너 작품 장려 및 음악진흥 작곡콩쿠르, 음악상, 마스터클래스, 연주회 |
| 국제 협회 | 오스트리아, 독일, 미국 등                                                           |
| 공식 언어 | 한글, 영어                                                                          |
| 웹사이트  | www.brucknersociety.net                                                             |
| 이사장    | 이동호                                                                              |

## 이사회 . 조직
이사장은 현재 한국 최초 브루크너 교향곡 전곡을 지휘한 제주도립예술단 이동호 상임지휘자이다. 협회장을 비롯해 이사회는 9인 이내로 구성되고 협회는 총회, 이사회, 고문, 자문위원회 그리고 사무국과 부서의 조직으로 구성되어 있다.

## 주요사업
매년 <한국 브루크너 음악상>을 수여하고 있고 <브루크너 작곡 콩쿨>을 통해 재능있는 신진 작곡가들을 발굴해 오고 있으며 <한국 오르간 페스티벌>, <컬라밸콘서트> 등을 주최해오며 한국 음악발전과 진흥에 힘쓰고 있다. 2024년에 <브루크너 탄생 200주년 기념 세미나>를 열어 성공적으로 마쳤고, 또한 브루크너의 작품과 교향곡 발표 그리고 인재육성과 장학사업 등을 추진해가고있다